# Marek Orzepowski
Marek Orzepowski (ur. 15 lutego 1966) – polski lekkoatleta, skoczek w dal, medalista mistrzostw Polski.

## Kariera sportowa
Był zawodnikiem Górnika Zabrze, Śląska Wrocław, Drwęcy Nowe Miasto i Lechii Gdańsk.
Na mistrzostwach Polski seniorów na otwartym stadionie zdobył cztery medale, w tym dwa w skoku w dal (srebrny w 1992 i brązowy w 1991) oraz dwa w sztafecie 4 x 100 metrów (srebrny w 1987 i brązowy w 1989. Podczas halowych mistrzostwach Polski seniorów wywalczył dwa medale w skoku w dal: srebrny w 1992 i brązowy w 1990.
Rekord życiowy w skoku w dal: 7,80 (21.06.1992).